# Диоксидифторид рения
Диоксидифторид рения — неорганическое соединение, оксосоль металла рения и плавиковой кислоты с формулой ReO2F2,
бесцветные кристаллы.

## Получение
- Действие на нагретый рений смеси фтора и кислорода с последующей фракционной перегонкой в вакууме:

{\displaystyle {\mathsf {Re+F_{2}+O_{2}\ {\xrightarrow {125-300^{o}C}}\ ReF_{6},ReOF_{4},ReO_{2}F_{2}}}}

## Физические свойства
Диоксидифторид рения образует бесцветные кристаллы.